# 内蒙披碱草
内蒙披碱草（学名：Elymus intramongolica）也称内蒙古鹅观草，为禾本科披碱草属下的一个种。产内蒙古。生于林缘草地。模式标本采自内蒙古锡林郭勒盟东乌珠穆沁旗宝格达山。
内蒙披碱草属于中国国家二级重点保护野生植物。